# Río Gébalo
Río Gébalo är ett vattendrag i Spanien.   Det ligger i provinsen Toledo och regionen Kastilien-La Mancha, i den centrala delen av landet, 130 km sydväst om huvudstaden Madrid.